# Trzemcha Górna
Trzemcha Górna (prononciation :(prononciation : [ˈtʂɛmxa ˈɡurna]) est un village polonais de la gmina de Sienno dans le powiat de Lipsko de la voïvodie de Mazovie dans le centre-est de la Pologne.
Il se situe à environ 4 kilomètres au sud-est de Sienno (siège de la gmina), à 15 kilomètres au sud-ouest de Lipsko (siège du powiat) et à 133 kilomètres au sud de la capitale polonaise, Varsovie.
Le village possède approximativement une population de 178 habitants en 2009.

## Histoire
De 1975 à 1998, le village appartenait administrativement à la voïvodie de Radom.